# Reverse path forwarding
Reverse path forwarding (RPF) es una técnica usada en ruteadores modernos con el fin de garantizar reenvío libre de bucles de paquetes de multidifusión de enrutamiento multicast y para ayudar a prevenir la suplantación de direcciones IP en el enrutamiento unicast.

## Multicast RPF
La multidifusión RPF, denotado típicamente simplemente como RPF, se utiliza en conjunción con un protocolo de enrutamiento de multidifusión tales como MSDP, PIM-SM y PIM-DM para garantizar reenvío de paquetes de multidifusión libre de bucles. En el enrutamiento de multidifusión, la decisión de transmitir el tráfico se basa en la dirección de la fuente y no en la dirección de destino como en enrutamiento unicast. Para ello, ya sea por una tabla de enrutamiento multicast dedicada o bien la tabla de enrutamiento unicast del enrutador.
Cuando un paquete de multidifusión entra en la interfaz de un router, este revisa la lista de redes que son accesibles a través de esa interfaz es decir, se comprueba el camino inverso del paquete. Si el router encuentra una entrada de direccionamiento coincidente para la IP de origen del paquete de multidifusión, el RPF pasa la comprobación y el paquete se reenvía a todas las otras interfaces que están participando en multidifusión para ese grupo de multidifusión. Si la comprobación RPF falla se descarta el paquete. Como resultado, el reenvío del paquete se decide sobre la base de la trayectoria inversa del paquete en lugar de la ruta de avance. los routers RPF sólo envían los paquetes que entran en la interfaz que también mantenga la entrada de direccionamiento de la fuente del paquete, rompiendo así cualquier bucle.